# 694 هـ
694 هـ هي سنة في التقويم الهجري امتدت مقابلةً في التقويم الميلادي بين سنتي 1294 و1295.

## مواليد
- أبو محمد عبد الله بن عقيل
- ابن عقيل
- صلاح الدين العلائي
- قطب الدين الرازي

## وفيات
- أبو حفص عمر بن يحيى
- البوصيري
- محب الدين الطبري

- سنة 694 هـ الموافق 1294 م توفي خطيب دمشق شرف الدين أحمد بن محمد بن المقدسي.
- سنة 694 هـ الموافق 1294 م توفي شيخ مشايخ الشافعية عز الدين أحمد بن إبراهيم الوسطي.
- 6 جمادى الأولى: مقتل خان المغول الإلخانات جايخاتو بن أباقا، وتولي بايدو بن طرقاي الحكم وراءه.